# جيم سميث (لاعب كرة قاعدة)
جيم سميث (بالإنجليزية: Jim Smith)‏ هو لاعب كرة قاعدة أمريكي، ولد في 8 سبتمبر 1954 في سانتا مونيكا في الولايات المتحدة.

## وصلات خارجية
- جيم سميث على موقعبيزبول رفرنس.كوم (الدوري الرئيسي) (الإنجليزية)